# Miniopterus tristis
Miniopterus tristis là một loài động vật có vú trong họ Dơi muỗi, bộ Dơi. Loài này được Waterhouse mô tả năm 1845.